# Alcimus limbatus
Alcimus limbatus là một loài ruồi trong họ Asilidae. Alcimus limbatus được Macquart miêu tả năm 1838. Loài này phân bố ở vùng nhiệt đới châu Phi.